# Алемский, Николай Иванович
Николай Иванович Алемский (1914, с. Архангельское, Пишпекский уезд, Семиреченская область, Российская империя — 1987, Киргизская ССР, СССР) — советский колхозник, тракторист, Герой Социалистического Труда (1948).

## Биография
Родился в 1914 году в селе Архангельское (ныне — Кордайский район Жамбылской области Казахстана).
Трудовую деятельность начал с одиннадцатилетнего возраста. Занимался батрачеством.
В 1929 году вступил в колхоз имени Калинина. В 1933 году окончил курсы трактористов.
Участвовал в Великой Отечественной войне.
После демобилизации возвратился в родной колхоз. В 1945 году возглавил тракторную бригаду в Красногорской МТС Джамбулской области Казахской ССР.
В 1946 году бригада Николая Алемского выполнила план на 162 %, в 1947 году — на 168 % и в 1948 году — на 132 %. В 1947 году бригада Николая Алемского собрала с участка площадью 15 гектаров по 22,14 центнеров пшеницы с каждого гектара. За этот доблестный труд он был удостоен в 1948 году звания Героя Социалистического Труда.
Проживал в Киргизии. Скончался в 1987 году.

## Награды
- медаль «Серп и Молот» (28.03.1948);
- орден Ленина (28.03.1948);
- орден Трудового Красного Знамени (11.01.1957)